# Freocrossotus maynei
Freocrossotus maynei là một loài bọ cánh cứng trong họ Cerambycidae.